# Lorenzo Batlle Pacheco
Lorenzo Batlle Pacheco (Montevideo, 4 de marzo de 1897-Montevideo, 3 de diciembre de 1954) fue un político y periodista uruguayo perteneciente al Partido Colorado.

## Biografía
Nació en Montevideo en 1897, en el seno de la familia Batlle, de origen catalán. Fue hijo de José Batlle y Ordóñez y de Matilde Pacheco.
Activo en el diario El Día, del cual fue fundador del suplemento dominical (1932).
En política, actuó en la Lista 14, desde la cual mantuvo una fuerte rivalidad con su primo Luis Batlle Berres. Fue elegido a la Asamblea Representativa de Montevideo en 1921, diputado en 1927-1931, senador en 1931-1933 y desde 1943 hasta 1951. 
En las elecciones de 1950 el batllismo vota dividido entre el "catorcismo" y el "quincismo". La lista 14 presenta como candidato a presidente a César Mayo Gutiérrez, siendo acompañado en fórmula por Lorenzo Batlle Pacheco como candidato a vicepresidente. Sin embargo, la lista 15 gana la elección con la fórmula Andrés Martínez Trueba - Alfeo Brum. 
Al fallecer le fueron tributados honores de Ministro de Estado.